# Калугин, Яков Прокопьевич
Яков Прокопьевич Калугин (10 июня 1937 — 4 ноября 2012) — советский, российский инженер-металлург, доктор технических наук, академик Академии инженерных наук им. А. М. Прохорова, изобретатель доменного бесшахтного воздухонагревателя без камеры горения с горелкой на верху купола (ВНК, воздухонагреватель Калугина).

## Биография
Родился в селе Киевка Нуринского района Карагандинской области в семье военного врача-хирурга. В связи с постоянными переездами своего отца на разные места службы семья часто меняла место жительство.
В 1955 году окончил школу № 50 Новокузнецка и поступил в Сибирский металлургический институт на специальность «Металлургические печи», который в 1961 году окончил с отличием. Вскоре был принят на должность инженера в Уральский научно-исследовательский трубный институт (Челябинск).
В 1963 году поступил в аспирантуру ВНИИ металлургической теплотехники (ВНИИМТ), в котором затем работал в должностях от младшего научного сотрудника до заведующего лабораторией доменных воздухонагревателей.
В 1971 году защитил кандидатскую диссертацию на тему «Исследование и устранение пульсирующего горения в доменных воздухонагревателях».
Под его руководством группа молодых ученых ВНИИМТ занималась изучением проблем воздухонагревателей, используемых в доменном производстве. Тогда в связи с увеличением тепловой нагрузки проявлялось такое физическое явление, как пульсация горения. Оно препятствовало росту температуры нагрева дутья, одного из важнейших показателей, определяющих эффективность работы доменной печи.
Работая над решением этой проблемы, Яков Калугин впервые в СССР теоретически описал возникновение пульсаций в доменных воздухонагревателях и разработал способы борьбы с этим явлением.
Впервые в СССР им были созданы керамические горелки для доменных воздухонагревателей, что позволило поднять температуру горячего дутья в воздухонагревателе до 1250°С. Калугин руководил проведением исследований на большинстве действующих доменных воздухонагревателях СССР, в результате которых им были получены ценные данные, применяемые при расчете оптимальных режимов работы воздухонагревателей.
Самым важным изобретением Я. П. Калугина стала разработка бесшахтного воздухонагревателя с горелкой на верху купола, названного ВНК, воздухонагреватель Калугина. Первый воздухонагреватель конструкции Калугина построен в 1982 году на Нижнетагильском металлургическом комбинате и эксплуатировался почти 30 лет.
До сих пор основным типом являются воздухонагреватели с внутренней камерой горения, которые были разработаны больше 150 лет назад Е. А. Каупером и практически не изменились до нашего времени. Длительная эксплуатация выявила ряд существенных недостатков этой конструкции: «короткое замыкание»; наклон камеры горения в сторону насадки (эффект «банана»); высокотемпературная ползучесть (крип) огнеупоров; неравномерное распределение продуктов сгорания по насадке; пульсирующее горение; растрескивание огнеупора по условиям термической стойкости. Максимальная температура горячего дутья, достигаемая на этом аппарате, составляла 1200—1250°С.
В то же время для создания промышленного МГД-генератора требовались совсем другие температуры, порядка 1700—2200°С. Перед лабораторией под руководством Я. П. Калугина Министерством черной металлургии СССР была поставлена задача разработать аппарат для нагрева дутья с температурой 1700°С и давлением 10 атм для МГД-электростанции в Рязани. Первые же расчеты показали, что воздухонагреватель с высокой камерой горения для этого не подходит.
В результате огромного накопленного опыта и целеустремленности ученого и инженера была создана новая более совершенная и надежная конструкция воздухонагревателя без камеры горения (бесшахтного), которая на сегодняшний день полностью удовлетворяет всем техническим требованиям.
Таким образом, опыт при создании бесшахтного аппарата для МГД-генератора позволил Я. П. Калугину впоследствии разработать целое семейство доменных бесшахтных воздухонагревателей, не имеющих аналогов в мире.
В настоящее время в России, Китае, на Украине, в Индии, Японии, Индонезии, Турции действуют около 200 воздухонагревателей этого типа, 50 аппаратов находятся в стадии проектирования и строительства.
С помощью бесшахтных воздухонагревателей конструкции Калугина производится более 30 % российского чугуна, в мире — 10 %.
В 2009 году защитил докторскую диссертацию, тема: «Разработка и внедрение основ и конструкций с внедрением в промышленность новых высокотемпературных регенеративных теплообменных аппаратов» и был избран действительным членом АИН им. А. М. Прохорова.
Автор монографий, научных публикаций. Изобретатель, получил несколько авторских свидетельств и патентов.
Награждён медалью «За трудовую доблесть».
Умер 4 ноября 2012 года в Китае, куда прилетел на переговоры. Похоронен на Широкореченском кладбище Екатеринбурга.